# Bandeira de Madagáscar
A bandeira nacional de Madagáscar consiste de três campos de igual área e proporções 1:2, dois dispostos horizontalmente ao batente, vermelho sobre verde, e o terceiro, branco, disposto verticalmente à tralha. A bandeira foi adaptada pouco tempo depois da independência, em 1960, utilizando as cores que foram adaptadas pelo país ainda no século XIX.